# 載仁親王妃智恵子
載仁親王妃 智恵子（ことひとしんのうひ ちえこ、1872年6月30日（明治5年5月25日） - 1947年〈昭和22年〉3月19日）は、日本の皇族。閑院宮載仁親王の妃。身位は親王妃で、皇室典範における敬称は殿下。母方を通じて、東山天皇の7世孫にあたる。

## 略歴

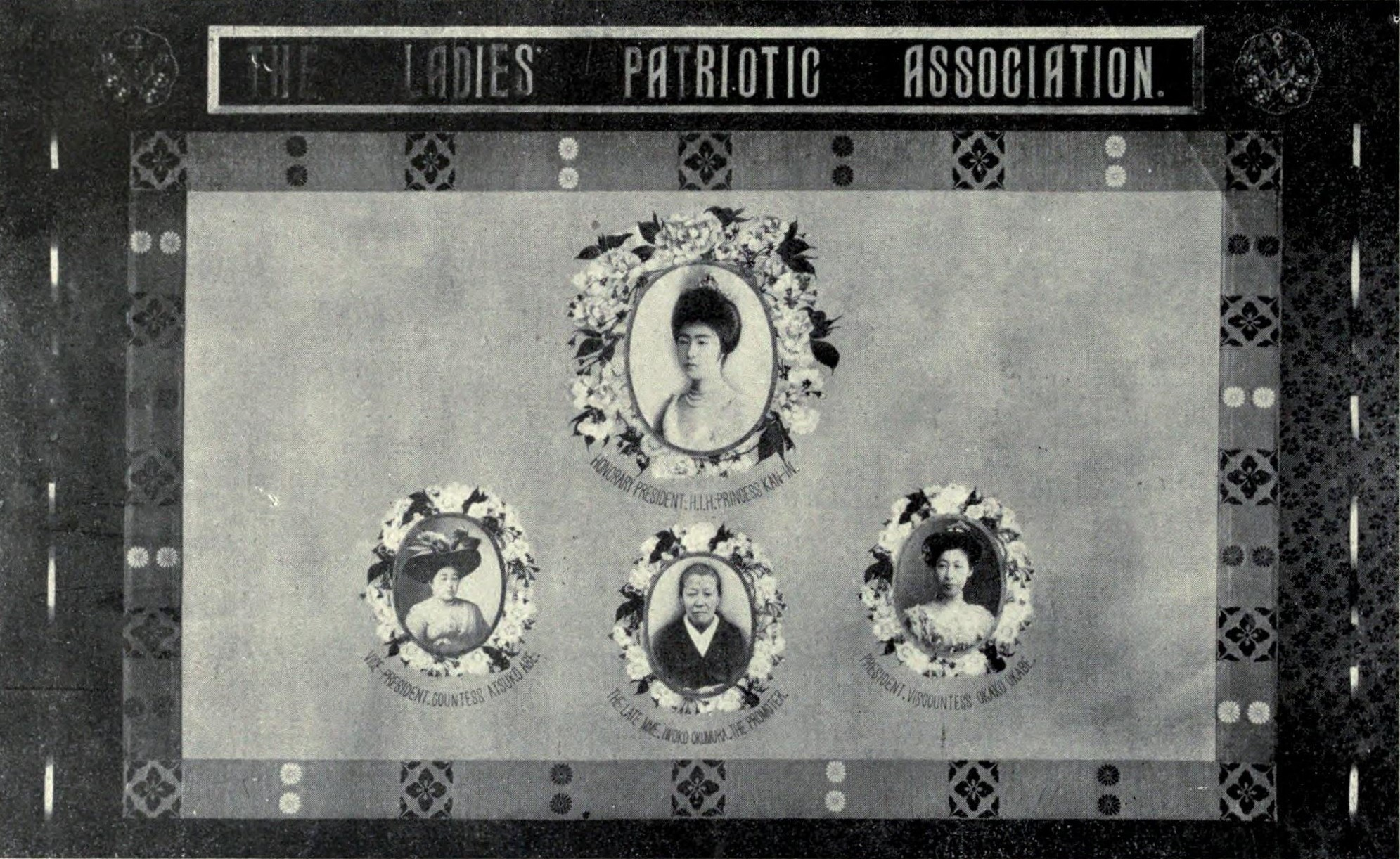
愛国婦人会の総裁を務めた（中上）

1872年6月30日（明治5年5月25日）、公爵・三条実美の二女として誕生。母は、鷹司輔煕の九女・治子。旧名は、三条 智恵子（さんじょう ちえこ）。
6歳ほどより跡見女学校へ通い、跡見花蹊に学ぶ。絵画を得意とし、四條派の写生画、南宗派の文人画を修め、「花堤」の雅号を持つ。1891年（明治24年）閑院宮載仁親王と結婚する。載仁親王との間には、篤仁王（夭折）、恭子女王（安藤信昭夫人）、茂子女王（黒田長礼夫人）、季子女王、春仁王、寛子女王、華子女王（華頂博信夫人、後に戸田豊太郎夫人）の2男5女を儲けた。
上から三姉妹は自身と同じ跡見女学校へ通わせ、春仁王は学習院、下の二姉妹は女子学習院に通わせた。篤仁王のほか、季子女王は腎臓病、寛子女王は関東大震災での被災により、いずれも成人を迎えずに没している。
邸内に学問所を設けて教師を参邸させるなど、子女の教育に熱を入れる一方、社会公共の事業にも精力を傾け、大日本婦人教育会や日本赤十字篤志看護婦人会の総裁を務めた。日露戦争の時には、愛国婦人会の総裁に就任した。
1947年（昭和22年）3月19日、神奈川県小田原市にある閑院宮邸で薨去した。満74歳没。
同年3月26日、東京都文京区の豊島岡墓地にて葬儀が行われた。

## 栄典
勲章等
| 受章年                     | 略綬 | 勲章名                   | 備考 |
| -------------------------- | ---- | ------------------------ | ---- |
| 1891年（明治24年）12月26日 |      | 勲一等宝冠章             |      |
| 1906年（明治39年）4月1日   |      | 明治三十七八年従軍記章   |      |
| 1928年（昭和3年）11月10日  |      | 大礼記念章（昭和）       |      |
| 1940年（昭和15年）8月15日  |      | 紀元二千六百年祝典記念章 |      |